# Тонкоклювый какаду
Тонкоклювый какаду, или западная носатая корелла (лат. Cacatua pastinator) — птица семейства какаду.

## Внешний вид
Длина тела 38—40 см, крыла 28,8—33 см. Оперение белое. Уздечка и основание перьев головы, затылка, груди и спины — оранжево-розовые. Ушки и перья над глазами с лёгким тёмно-жёлтым налётом. Подкрылья и подхвостье с желтоватым налётом. Хохолок короткий и полный. Между клювом и глазом есть красное пятно. Клюв продолговатый, тёмно-серого цвета. Лапы серые. Окологлазничное кольцо продолговатой формы, без перьев, тёмно-синего цвета. Радужка тёмно-коричневая. Самец и самка окрашены одинаково.

## Распространение
Обитает в Австралии.

## Образ жизни
Населяют леса, мангровые заросли, окультуренный ландшафт, галерейные леса, парки и сады. Держатся большими стаями по 300—2000 особей. Бегают быстрыми, семенящими шажками. Ночуют большими стаями на деревьях, растущих около воды, с другими видами попугаев. Рано утром пьют воду и летят на поиски корма. Жаркое время суток проводят в кроне деревьев. Питаются семенами трав, почками, плодами, орехами (арахис), корнями, насекомыми и их личинками, зерном (рис, пшено). Кормятся, в основном, на земле. Являются вредителями сельскохозяйственных культур.

## Размножение
Гнездо устраивают в полых мёртвых деревьях на высоте 3—10 м, иногда в плотном кустарнике или термитнике. Дно выстилают толстым слоем древесной трухи. В кладке 2—3 яйца. Интервал между яйцами 48 часов. Высиживание начинается со второго яйца. Срок инкубации зависит от климатических условий и составляет 21—25 дней. Яйца высиживают оба родителя. Птенцы вылетают из гнезда в 45—55 дней, но ещё около 4 недель их кормят родители. В год бывает 1—2 кладки.

## Классификация
Вид включает в себя 2 подвида:
- Cacatua pastinator derbyi (Mathews, 1916) — широко распространён.
- Cacatua pastinator pastinator (Gould, 1841) — номинативный подвид. Длина тела 40 см. Эндемик маленькой территории, полувлажной зоны в юго-западной Австралии, недалеко от озера Muir. В XX веке популяции этого подвида значительно сократились. Находится под угрозой исчезновения. В дикой природе осталось порядка 2000—3000 особей.